# Dumirești, Argeș
Dumirești este un sat în comuna Albeștii de Argeș din județul Argeș, Muntenia, România.